# 離島で発見!ラストファミリー
『離島で発見!ラストファミリー』（りとうではっけん ラストファミリー）は、NHK総合テレビジョンで2022年5月25日から放送されているバラエティ番組。MCは長濱ねるとゴリ（ガレッジセール）。NHKの国際放送「NHK　WORLD」では、「Life on Remote Islands」として放送。 スピンオフとして、長濱ねるがナレーションを務める「発見！離島のほんわか暮らし」が放送されている。

## 概要
1世帯や数世帯しか住んでいない離島を訪ねて、島民の暮らしや島の歴史を紹介する。

## スタッフ
- ナレーション：庭木櫻子
- 構成：オグロテツロウ
- ディレクター： 鈴木慶昭、五十嵐健太、海藤主、高橋康弘
- プロデューサー：浅田浩揮
- 制作統括：武中千里、深須昭宏、斎藤直子、小川隆蔵
- 制作：NHKエンタープライズ
- 制作・著作：NHK、ローリング

## 放送時間
時刻は、全て日本標準時。

### 2022年度
- 本放送：水曜日 19:57 - 20:42
- 再放送：土曜日 10:30 - 11:15
- 再放送：翌週水曜日 14:05 - 14:50

### 2023年度
- 本放送：日曜日 18:05 - 18:45
- 再放送：土曜日 10:35 - 11:15

### 2024年度
- 不定期放送